# 普卡蓬塔山 (安卡什大區)
8°58′15″S 77°56′27″W / 8.97083°S 77.94083°W
普卡蓬塔山（Puka Punta），是秘魯的山峰，位於該國北部安卡什大區，由馬托區和卡塞雷斯德佩魯區負責管轄，屬於內格拉山脈的一部分，海拔高度4,800米。